# Consejería de Sostenibilidad, Medio Ambiente y Economía Azul de la Junta de Andalucía
La Consejería de Sostenibilidad, Medio Ambiente y Economía Azul es el departamento de la Junta de Andalucía encargado de las competencias autonómicas en materia de medio ambiente, desarrollo sostenible y las relativas al uso, gestión y conservación sostenible de los recursos marinos. De estas últimas, quedan excluidas las correspondientes a la pesca marítima y la acuicultura marina. También se encarga de las competencias en materia de puertos atribuidas a la Junta de Andalucía. Recibe este nombre desde el inicio de la XII legislatura (2022-2026).
El titular de la consejería y máxima responsable es Catalina Montserrat García Carrasco y tiene su sede en la avenida Manuel Siurot, 50, de la ciudad de Sevilla.

## Historia
La Consejería de Sostenibilidad, Medio Ambiente y Economía Azul fue creada el 26 de julio de 2022, día de entrada en vigor mediante publicación en el BOJA del Decreto del Presidente 10/2022, de 25 de julio, sobre reestructuración de Consejerías. No obstante, sus competencias quedaron corregidas por Decreto del Presidente 13/2022, de 8 de agosto, por el que se modifica el Decreto del Presidente 10/2022, que cambió el artículo 12 de este último, en el que se establece que 

"Corresponden a la Consejería de Sostenibilidad Medio Ambiente y Economía Azul las competencias en materia de medio ambiente y desarrollo sostenible que actualmente venía ejerciendo la Consejería de Agricultura, Ganadería, Pesca y Desarrollo Sostenible, así como las relativas al uso, gestión y conservación sostenible de los recursos marinos, así como las competencias en materia de puertos que actualmente venía ejerciendo la Consejería de Fomento, Infraestructuras y Ordenación del Territorio".
Decreto del Presidente 10/2022, de 25 de julio, sobre reestructuración de Consejerías

## Estructura
De acuerdo con el Decreto 162/2022, de 9 de agosto, por el que se establece la estructura orgánica de la Consejería de Sostenibilidad, Medio Ambiente y Economía Azul,la Consejería, bajo la superior dirección de su titular, ejercerá sus competencias a través de los siguientes órganos directivos centrales:
- Viceconsejería.
  - Secretaría General de Sostenibilidad, Medio Ambiente y Economía Azul.
    - Dirección General de Política Forestal y Biodiversidad.
    - Dirección General de Sostenibilidad Ambiental y Cambio Climático.
    - Dirección General de Espacios Naturales Protegidos.

  - Secretaría General Técnica.

### Entes adscritos a la Consejería
Se hallan adscritas a la Consejería las siguientes entidades instrumentales:
- Agencia de Medio Ambiente y Agua de Andalucía (AMAYA) (adscrita a través de la Viceconsejería y también a la Consejería de Agricultura, Pesca, Agua y Desarrollo Rural).
- Agencia Pública de Puertos de Andalucía (APPA) (adscrita a través de la Viceconsejería).
- Fundación para el Desarrollo Sostenible de Doñana y su entorno-Doñana 21 (Fundación Doñana 21) (adscrita a través de la Dirección General de Espacios Naturales Protegidos).